# Il Maestro (Corriere dei ragazzi)
Il Maestro è un personaggio dei fumetti creato da Mino Milani (testi) e Aldo Di Gennaro (disegni).

## Descrizione
Il personaggio fa la sua comparsa per la prima volta sulle pagine del Corriere dei ragazzi nel 1974, in occasione del restyling della testata e le sue storie proseguiranno fino all'autunno del 1976, quando la testata cambia nome e impostazione editoriale.
Tutte le storie sono firmate da Mino Milani, sceneggiatore di numerose serie e storie singole sul Corriere dei Piccoli dagli anni cinquanta. I disegni sono opera di Aldo Di Gennaro e, successivamente, anche di Giancarlo Alessandrini.
Il personaggio fu plasmato sulle sembianze dell'attore  Luigi Vannucchi.
Il Maestro è uno studioso dell'occulto, un conoscitore di saperi esoterici ed è lui stesso dotato di poteri paranormali, che usa sia contro minacce altrettanto oscure, sia per fare luce su antichi misteri. Vive a Los Angeles, con una gatta, Nardy, occasionale e inconsapevole aiutante e con un maggiordomo, Astor. Velda Morris, tenente della polizia, è sua amica ed è innamorata di lui e spesso ne chiede l'aiuto.
Le storie del Maestro iniziano con il lungo ciclo dedicato allo scarabeo di Ara Tutna e alla lotta che il Maestro combatte con la malvagia dottoressa Jaga, che si è impadronita di questo oggetto magico (in realtà di provenienza extraterrestre) e se ne serve per soddisfare la sua sete di ricchezza e di potere. La saga dello scarabeo di Ara Tutna mescola occulto, misteri egizi, fantascienza, in avventure che portano il Maestro e Velda Morris in giro per il mondo. Conclusa questa vicenda, le avventure del Maestro proseguono con una serie di episodi autoconclusivi o che si sviluppano in un paio di numeri, alcuni dei quali vedono il ritorno della dottoressa Jaga. Le storie del secondo gruppo sono di atmosfera gotica, frequentemente storie di fantasmi dal tono crepuscolare e malinconico.